# Ondřej Lingr
Ondřej Lingr (Havířov, 7 ottobre 1998) è un calciatore ceco, centrocampista dello Houston Dynamo e della nazionale ceca.

## Carriera

### Club
Cresciuto nel Karviná, con cui ha disputato tre stagioni in prima squadra, il 6 agosto 2020 viene acquistato dallo Slavia Praga, con cui firma un contratto quadriennale.

### Nazionale
Dopo numerose presenze con le varie nazionali giovanili ceche, nel 2022 ha esordito in nazionale maggiore.
Il 7 giugno 2024 esordisce con la massima selezione ceca nell'amichevole vinta 7-1 contro Malta.

## Statistiche

### Presenze e reti nei club
Statistiche aggiornate al 6 giugno 2023.
| Stagione        | Squadra         | Campionato      | Campionato | Campionato | Coppe nazionali | Coppe nazionali | Coppe nazionali | Coppe europee | Coppe europee | Coppe europee | Altre coppe | Altre coppe | Altre coppe | Totale | Totale |
| Stagione        | Squadra         | Comp            | Pres       | Reti       | Comp            | Pres            | Reti            | Comp          | Pres          | Reti          | Comp        | Pres        | Reti        | Pres   | Reti   |
| --------------- | --------------- | --------------- | ---------- | ---------- | --------------- | --------------- | --------------- | ------------- | ------------- | ------------- | ----------- | ----------- | ----------- | ------ | ------ |
| 2016-2017       | Karviná         | 1L              | 2          | 0          | CRC             | 0               | 0               | -             | -             | -             | -           | -           | -           | 2      | 0      |
| 2017-2018       | Karviná         | 1L              | 14         | 0          | CRC             | 3               | 3               | -             | -             | -             | -           | -           | -           | 17     | 3      |
| 2018-2019       | Karviná         | 1L              | 27+2       | 1+1        | CRC             | 3               | 0               | -             | -             | -             | -           | -           | -           | 32     | 2      |
| 2019-2020       | Karviná         | 1L              | 29         | 7          | CRC             | 0               | 0               | -             | -             | -             | -           | -           | -           | 29     | 7      |
| Totale Karviná  | Totale Karviná  | Totale Karviná  | 72+2       | 8+1        |                 | 6               | 3               |               | -             | -             |             | -           | -           | 80     | 12     |
| 2020-2021       | Slavia Praga    | 1L              | 27         | 4          | CRC             | 5               | 3               | UCL+UEL       | 0+12          | 0+1           | -           | -           | -           | 44     | 8      |
| 2021-2022       | Slavia Praga    | 1L              | 31         | 14         | CRC             | 3               | 0               | UCL+UEL+UECL  | 1+2+11        | 0+0+1         | -           | -           | -           | 48     | 15     |
| 2022-2023       | Slavia Praga    | 1L              | 27         | 11         | CRC             | 5               | 3               | UECL          | 10            | 2             | -           | -           | -           | 42     | 16     |
| Totale carriera | Totale carriera | Totale carriera | 159        | 38         |                 | 19              | 9               |               | 36            | 4             |             | -           | -           | 214    | 51     |

### Cronologia presenze e reti in nazionale
| Cronologia completa delle presenze e delle reti in nazionale ― Rep. Ceca | Cronologia completa delle presenze e delle reti in nazionale ― Rep. Ceca | Cronologia completa delle presenze e delle reti in nazionale ― Rep. Ceca | Cronologia completa delle presenze e delle reti in nazionale ― Rep. Ceca | Cronologia completa delle presenze e delle reti in nazionale ― Rep. Ceca | Cronologia completa delle presenze e delle reti in nazionale ― Rep. Ceca | Cronologia completa delle presenze e delle reti in nazionale ― Rep. Ceca | Cronologia completa delle presenze e delle reti in nazionale ― Rep. Ceca |
| Data                                                                     | Città                                                                    | In casa                                                                  | Risultato                                                                | Ospiti                                                                   | Competizione                                                             | Reti                                                                     | Note                                                                     |
| ------------------------------------------------------------------------ | ------------------------------------------------------------------------ | ------------------------------------------------------------------------ | ------------------------------------------------------------------------ | ------------------------------------------------------------------------ | ------------------------------------------------------------------------ | ------------------------------------------------------------------------ | ------------------------------------------------------------------------ |
| 24-3-2022                                                                | Stoccolma                                                                | Svezia                                                                   | 1 – 0 dts                                                                | Rep. Ceca                                                                | Qual. Mondiali 2022                                                      | -                                                                        | 111’                                                                     |
| 29-3-2022                                                                | Cardiff                                                                  | Galles                                                                   | 1 – 1                                                                    | Rep. Ceca                                                                | Amichevole                                                               | -                                                                        | 81’                                                                      |
| 2-6-2022                                                                 | Praga                                                                    | Rep. Ceca                                                                | 2 – 1                                                                    | Svizzera                                                                 | UEFA Nations League 2022-2023 - 1º turno                                 | -                                                                        | 67’                                                                      |
| 5-6-2022                                                                 | Praga                                                                    | Rep. Ceca                                                                | 2 – 2                                                                    | Spagna                                                                   | UEFA Nations League 2022-2023 - 1º turno                                 | -                                                                        | 59’                                                                      |
| 9-6-2022                                                                 | Lisbona                                                                  | Portogallo                                                               | 2 – 0                                                                    | Rep. Ceca                                                                | UEFA Nations League 2022-2023 - 1º turno                                 | -                                                                        | 45’                                                                      |
| 27-3-2023                                                                | Chișinău                                                                 | Moldavia                                                                 | 0 – 0                                                                    | Rep. Ceca                                                                | Qual. Euro 2024                                                          | -                                                                        | 81’                                                                      |
| 7-9-2023                                                                 | Praga                                                                    | Rep. Ceca                                                                | 1 – 1                                                                    | Albania                                                                  | Qual. Euro 2024                                                          | -                                                                        | 86’                                                                      |
| 10-9-2023                                                                | Budapest                                                                 | Ungheria                                                                 | 1 – 1                                                                    | Rep. Ceca                                                                | Amichevole                                                               | -                                                                        | 72’                                                                      |
| 15-10-2023                                                               | Plzeň                                                                    | Rep. Ceca                                                                | 1 – 0                                                                    | Fær Øer                                                                  | Qual. Euro 2024                                                          | -                                                                        | 37’ 90+1’                                                                |
| 17-11-2023                                                               | Varsavia                                                                 | Polonia                                                                  | 1 – 1                                                                    | Rep. Ceca                                                                | Qual. Euro 2024                                                          | -                                                                        | 75’                                                                      |
| 20-11-2023                                                               | Olomouc                                                                  | Rep. Ceca                                                                | 3 – 0                                                                    | Moldavia                                                                 | Qual. Euro 2024                                                          | -                                                                        | 77’                                                                      |
| 22-3-2024                                                                | Oslo                                                                     | Norvegia                                                                 | 1 – 2                                                                    | Rep. Ceca                                                                | Amichevole                                                               | -                                                                        | 72’                                                                      |
| 26-3-2024                                                                | Praga                                                                    | Rep. Ceca                                                                | 2 – 1                                                                    | Armenia                                                                  | Amichevole                                                               | -                                                                        | 73’                                                                      |
| 7-6-2024                                                                 | Grödig                                                                   | Rep. Ceca                                                                | 7 – 1                                                                    | Malta                                                                    | Amichevole                                                               | 1                                                                        | 56’                                                                      |
| 10-6-2024                                                                | Hradec Králové                                                           | Rep. Ceca                                                                | 2 – 1                                                                    | Macedonia del Nord                                                       | Amichevole                                                               | -                                                                        | 90’                                                                      |
| 18-6-2024                                                                | Lipsia                                                                   | Portogallo                                                               | 2 – 1                                                                    | Rep. Ceca                                                                | Euro 2024 - 1º turno                                                     | -                                                                        | 60’                                                                      |
| 22-6-2024                                                                | Amburgo                                                                  | Georgia                                                                  | 1 – 1                                                                    | Rep. Ceca                                                                | Euro 2024 - 1º turno                                                     | -                                                                        | 55’                                                                      |
| 26-6-2024                                                                | Amburgo                                                                  | Rep. Ceca                                                                | 1 – 2                                                                    | Turchia                                                                  | Euro 2024 - 1º turno                                                     | -                                                                        | 75’                                                                      |
| 7-9-2024                                                                 | Tbilisi                                                                  | Georgia                                                                  | 4 – 1                                                                    | Rep. Ceca                                                                | UEFA Nations League 2024-2025 - 1º turno                                 | -                                                                        | 46’                                                                      |
| 10-9-2024                                                                | Praga                                                                    | Rep. Ceca                                                                | 3 – 2                                                                    | Ucraina                                                                  | UEFA Nations League 2024-2025 - 1º turno                                 | -                                                                        | 65’                                                                      |
| 11-10-2024                                                               | Praga                                                                    | Rep. Ceca                                                                | 2 – 0                                                                    | Albania                                                                  | UEFA Nations League 2024-2025 - 1º turno                                 | -                                                                        | 87’                                                                      |
| 14-10-2024                                                               | Breslavia                                                                | Ucraina                                                                  | 1 – 1                                                                    | Rep. Ceca                                                                | UEFA Nations League 2024-2025 - 1º turno                                 | -                                                                        | 58’ 90+5’                                                                |
| 16-11-2024                                                               | Tirana                                                                   | Albania                                                                  | 0 – 0                                                                    | Rep. Ceca                                                                | UEFA Nations League 2024-2025 - 1º turno                                 | -                                                                        | 83’                                                                      |
| 19-11-2024                                                               | Olomouc                                                                  | Rep. Ceca                                                                | 2 – 1                                                                    | Georgia                                                                  | UEFA Nations League 2024-2025 - 1º turno                                 | -                                                                        | 73’                                                                      |
| Totale                                                                   |                                                                          | Presenze                                                                 | 24                                                                       |                                                                          | Reti                                                                     | 1                                                                        |                                                                          |

## Palmarès

### Club

#### Competizioni nazionali
- Coppa della Repubblica Ceca: 2

Slavia Praga: 2020-2021, 2022-2023
- Campionato ceco: 2

Slavia Praga: 2020-2021, 2024-2025
- Coppa dei Paesi Bassi: 1

Feyenoord: 2023-2024
- Supercoppa dei Paesi Bassi: 1

Feyenoord: 2024